# Stéphane Martine
Pour les articles homonymes, voir Martine.
Stéphane Martine, né le 5 mars 1978 à Saint-Laurent-du-Maroni, est un footballeur professionnel français évoluant au poste d'attaquant.

## Biographie
Après une enfance à Mana, il intègre le centre de formation du Club sportif Sedan Ardennes en 1995. Il fait ses débuts en équipe première lors de la saison de national 1997-1998.
Non retenu, il poursuit sa carrière au Royal Excelsior Virton en 3e division belge. Il obtient la montée en Division 2 en 2001. Ses performances attirent les clubs de l'élite belge, ainsi il rejoint le Royal Charleroi Sporting Club pour la saison 2001-2002.
Peu utilisé, il décide de tenter l'aventure luxembourgeoise en rejoignant le F91 Dudelange. Bien que l'équipe vienne tout juste d'être sacrée championne, il lui faudra attendre la saison 2004 pour obtenir son premier trophée national, la Coupe du Luxembourg, puis la saison 2005 pour le Championnat.
En 2005, il reçoit le titre de meilleur joueur du championnat.
Il rejoint le très récent Racing FC Union Luxembourg dès la saison 2007-2008, termine vice-champion pour sa première année.

## Palmarès
- Championnat du Luxembourg :
  - Champion : 2005, 2006 et 2007 avec le F91 Dudelange

- Coupe du Luxembourg :
  - Vainqueur : 2004, 2006 et 2007 avec le F91 Dudelange

- National :
  - Vice-champion : 1998 avec le CS Sedan Ardennes

- Joueur du Luxembourg de l'année : 2005